# Академическая гребля на летних юношеских Олимпийских играх 2018
Соревнования по академической гребле на летних юношеских Олимпийских играх 2018 года прошли с 7 по 10 октября в Пуэрто-Мадеро в Буэнос-Айресе. Программа соревнований в сравнении с Играми 2014 года осталось прежней, были разыграны 4 комплекта наград: у юношей и девушек в двойках и одиночных лодках.

## Квалификация
Для определения участников соревнований, было проведено шесть квалификационных соревнований — чемпионат мира среди юниоров 2017 года и пять континентальных квалификационных турниров. Каждый Национальный олимпийский комитет (НОК) мог заявить максимум 2 лодки, по 1 у юношей и девушек.
Поскольку Аргентина квалифицировала только две лодки, квота принимающей стороны была перераспределена на американскую квалификационную регату. Четыре квоты спортсменов, по две для девушек и юношей определены трехсторонней комиссией.
Общее число спортсменов, которые выступят на соревнованиях, было определено Международным олимпийским комитетом и составило 96 человек (по 24 одиночных лодок у юношей и девушек, и по 12 двоек также у юношей и девушек). В соревнованиях, согласно правилам, смогут принять участие спортсмены рождённые с 1 января 2000 года по 31 декабря 2001 года.

## Медали

### Общий зачёт
| Общее количество медалей |                   |        |         |        |       |
| Место                    | Страна            | Золото | Серебро | Бронза | Всего |
| 1                        | Аргентина         | 1      | 0       | 1      | 2     |
| 2                        | Греция            | 1      | 0       | 0      | 1     |
| 2                        | Италия            | 1      | 0       | 0      | 1     |
| 2                        | Украина           | 1      | 0       | 0      | 1     |
| 5                        | Румыния           | 0      | 1       | 1      | 2     |
| 6                        | Беларусь          | 0      | 1       | 0      | 1     |
| 6                        | Чехия             | 0      | 1       | 0      | 1     |
| 6                        | Швеция            | 0      | 1       | 0      | 1     |
| 9                        | Австралия         | 0      | 0       | 1      | 1     |
| 9                        | Эстония           | 0      | 0       | 0      | 1     |
| Всего (10 стран):        | Всего (10 стран): | 4      | 4       | 4      | 12    |

### Медалисты
Юноши
| Дисциплина | Золото                                        | Серебро                                           | Бронза                                  |
| одиночки   | Иван Тищенко Украина                          | Иван Брынза Беларусь                              | Кормак Кеннеди-Лавертт Австралия        |
| двойки     | Италия Альберто Замариола Николас Кастельново | Румыния Флорин Артени-Финтинару Александру Данциу | Аргентина Фелипе Модарелли Томас Эррера |

Девушки
| Дисциплина | Золото                              | Серебро                                   | Бронза                                    |
| одиночки   | Мариа Сол Ордас Аргентина           | Элин Линдрот Швеция                       | Грета Яансон Эстония                      |
| двойки     | Греция Мария Куриду Кристина Бурмпу | Чехия Анна Шантручкова Элиска Подразилова | Румыния Табита Мафтеи Алина Мария Балетчи |

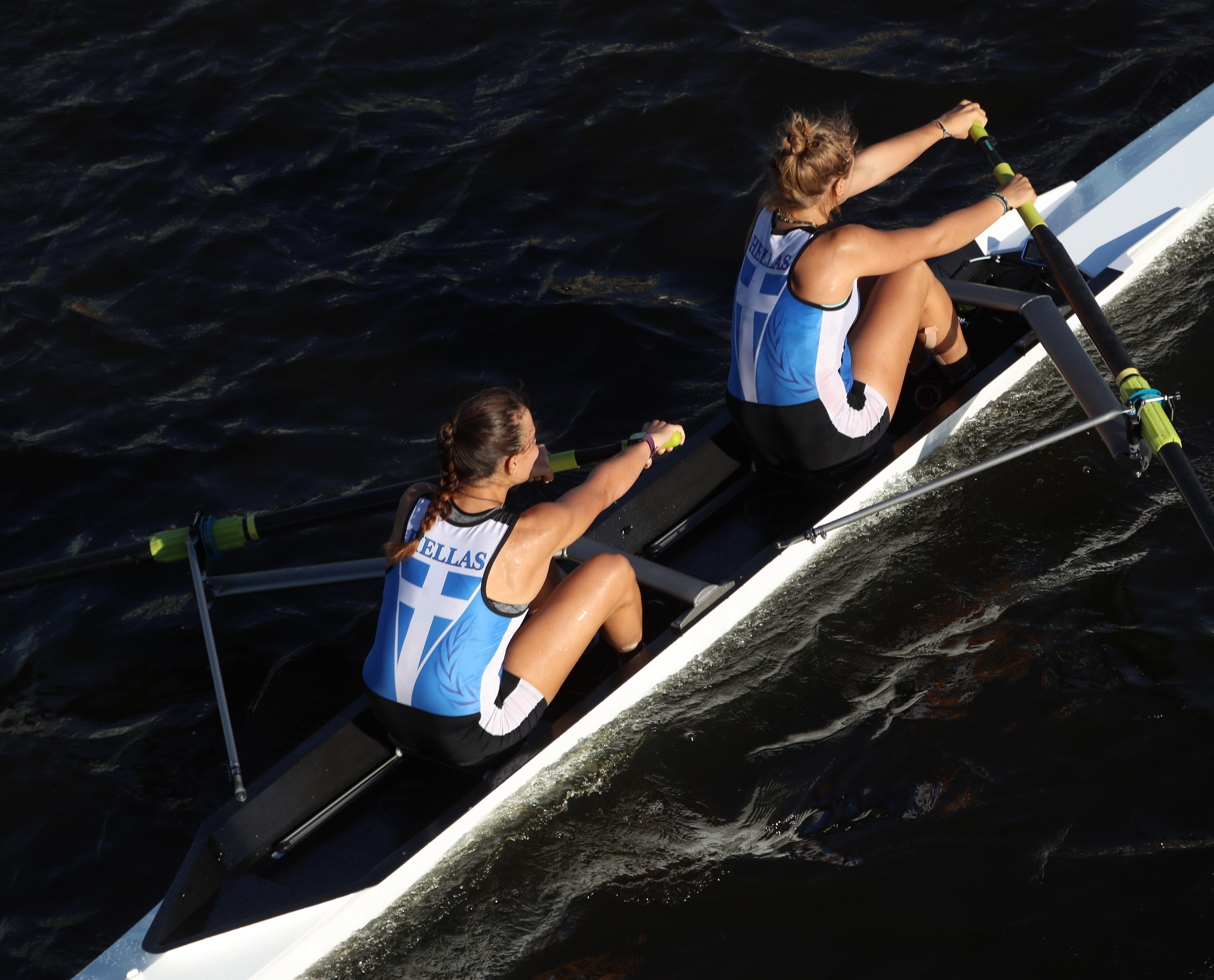
Мария Куриду, Кристина Бурмпу
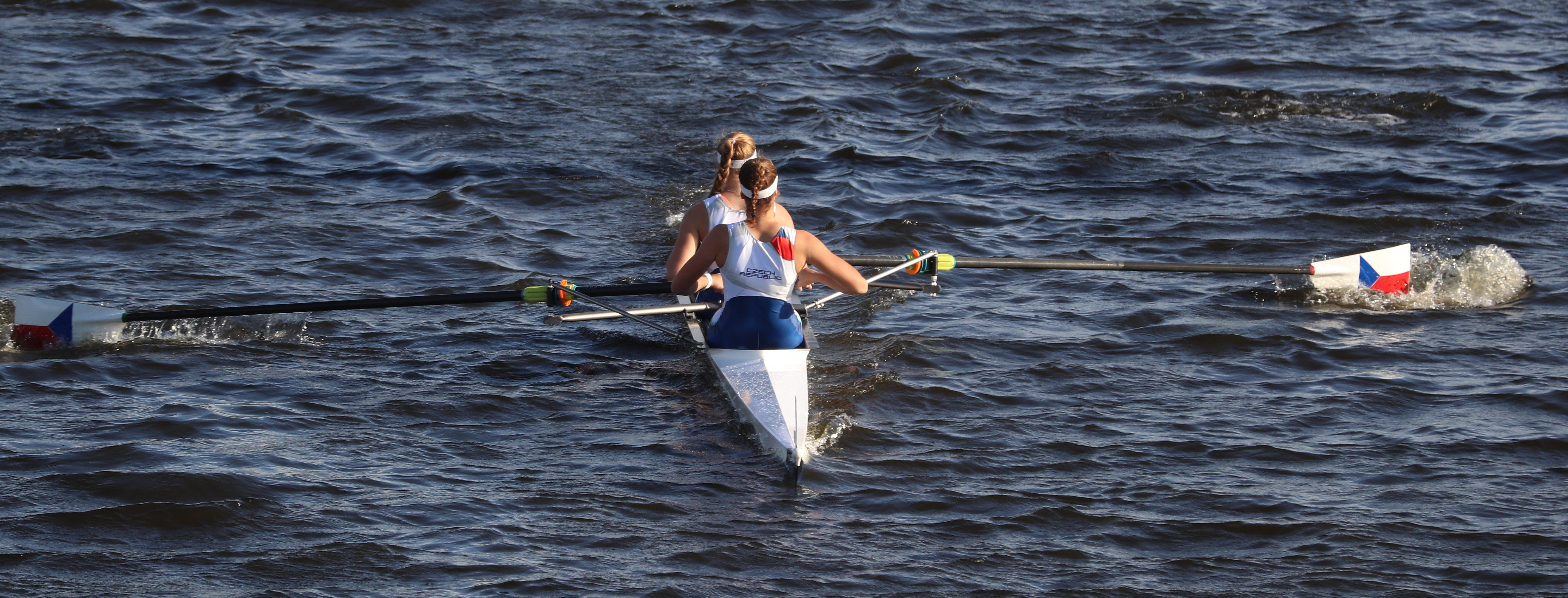
Анна Шантручкова, Элиска Подразилова
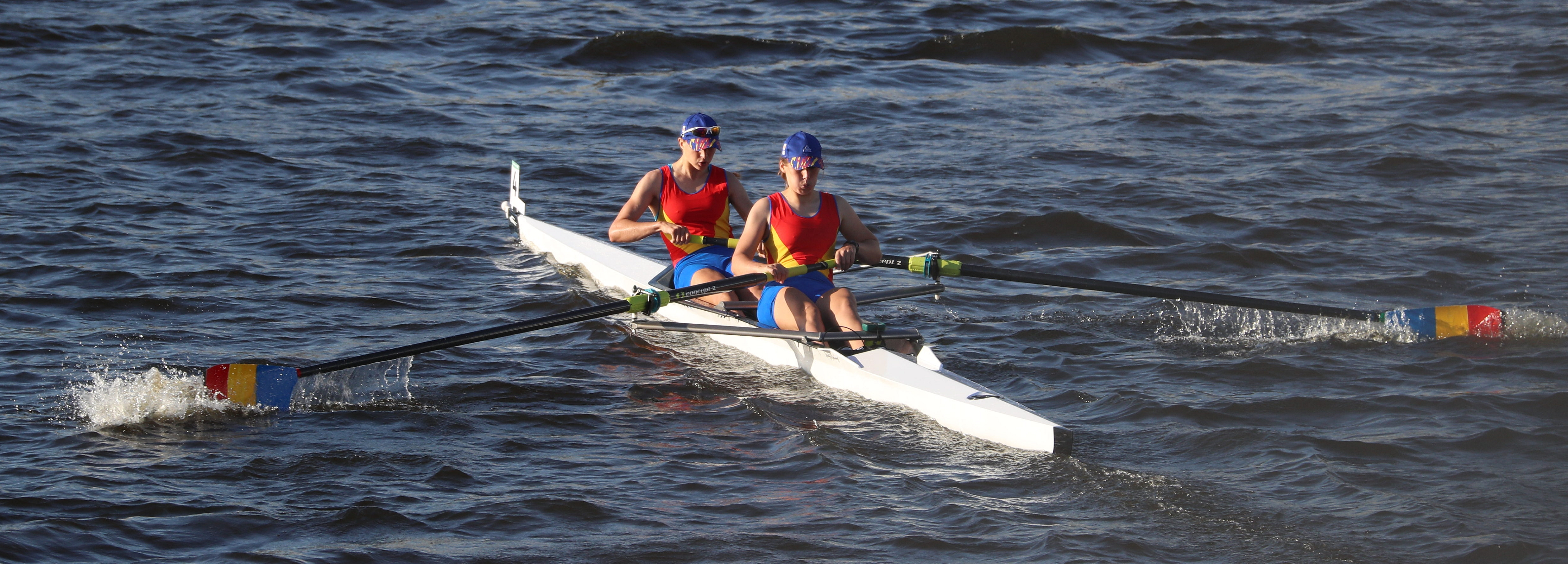
Табита Мафтеи, Алина Мария Балетчи